# 新华路历史文化风貌区

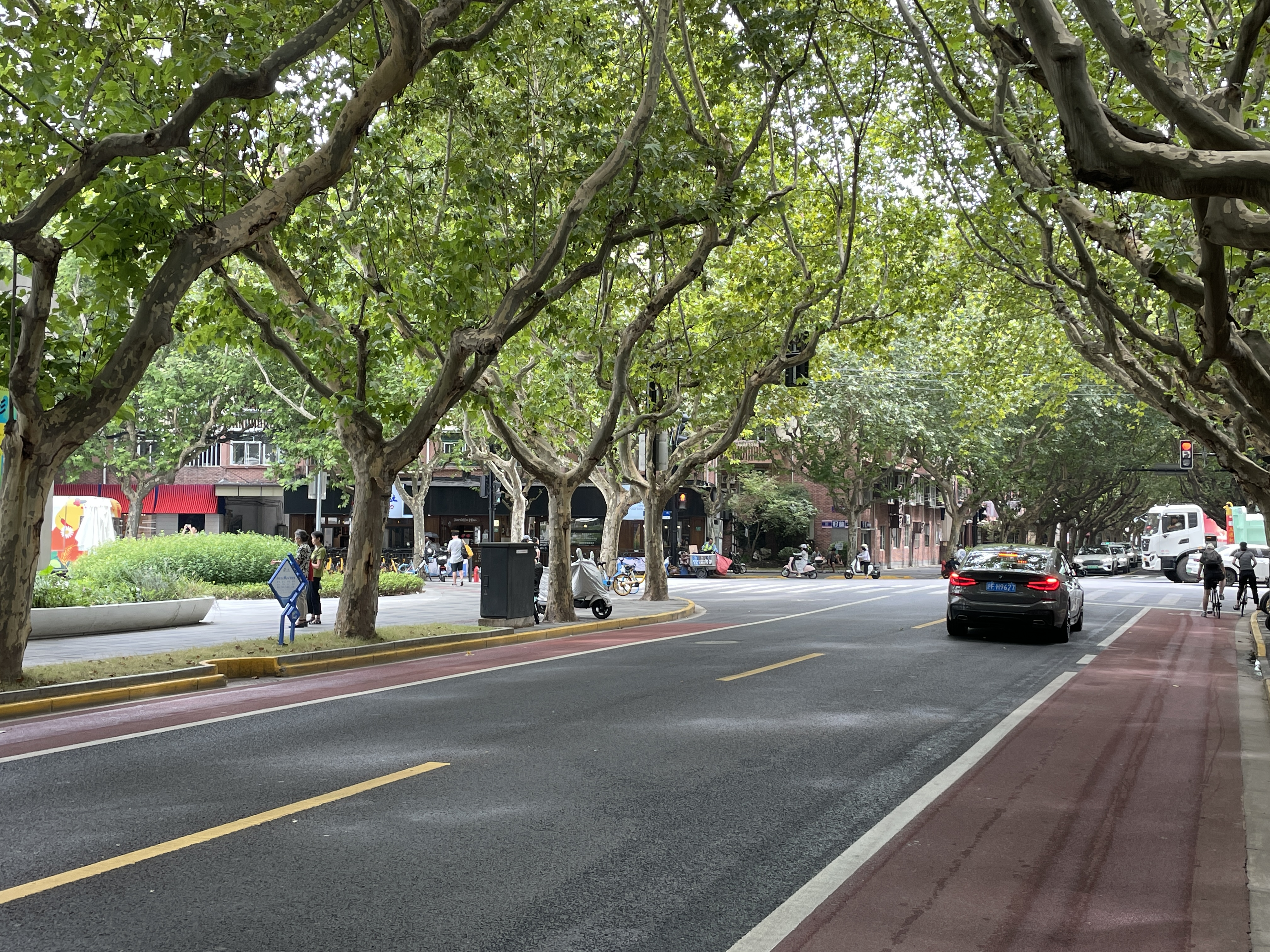
新华路近番禺路

新华路历史文化风貌区是中国上海市立法保护的历史文化风貌区之一，也是中心城区12个历史文化风貌区之一，处于长宁区境内。

## 保护范围
新华路历史文化风貌区的范围为：
- 东界：番禺路；
- 南界：淮海西路；
- 西界：安顺路—定西路；
- 北界：法华镇路。

新华路历史文化风貌区的范围属于昔日上海公共租界越界筑路区域，包含上海西郊哥伦比亚住宅圈的核心部分。风貌区占地面积34公顷，其中核心保护范围16.1公顷，建设控制范围17.9公顷，是中心城区12个历史文化风貌区中面积较小的一个。

## 特色风貌
- 花园住宅——该区域以独立式花园住宅为主要风貌特征，此类住宅具有容积率低，花园面积大，周边植被茂盛等特点。

## 建筑年代
风貌区内的建筑大体上建于1925年（最后一批越界筑路）到1941年（太平洋战争爆发）之间。

## 风貌道路和巷弄
风貌区内新华路（租界时代称为安和寺路）为一类风貌道路，应当维持现状宽度（20米）且永不拓宽；新华路119弄、155弄、185弄、211弄、329弄、272弄、294弄七条弄堂为风貌保护巷弄，其原有格局应当得以保留。

## 经典建筑
风貌区内共有13处共24幢建筑列入上海市优秀历史建筑的名单，另有一定数量的保留历史建筑。

### 上海市优秀历史建筑
- 新华路211弄、329弄——“外国弄堂”内花园住宅（分五批列入优秀历史建筑名单[3]）
- 新华路185弄1号住宅
- 新华路315号住宅
- 新华路200号住宅
- 新华路231号住宅
- 新华路179号住宅
- 新华路236、248号，272弄2、6号，294弄1号住宅
- 淮海西路338号住宅——原中央银行俱乐部

## 实施
“上海市新华路历史文化风貌区保护规划”已制定并于2005年经由上海市政府批复同意。规划定位该风貌区为“居住功能为主，兼有文化休闲、商务办公等公共活动的城市中心生活社区”。